# Samhorodok (Bila Zerkwa)
Samhorodok (ukrainisch Самгородок; russisch Самгородок Samgorodok) ist ein Dorf im Südwesten der ukrainischen Oblast Kiew mit etwa 1000 Einwohnern.

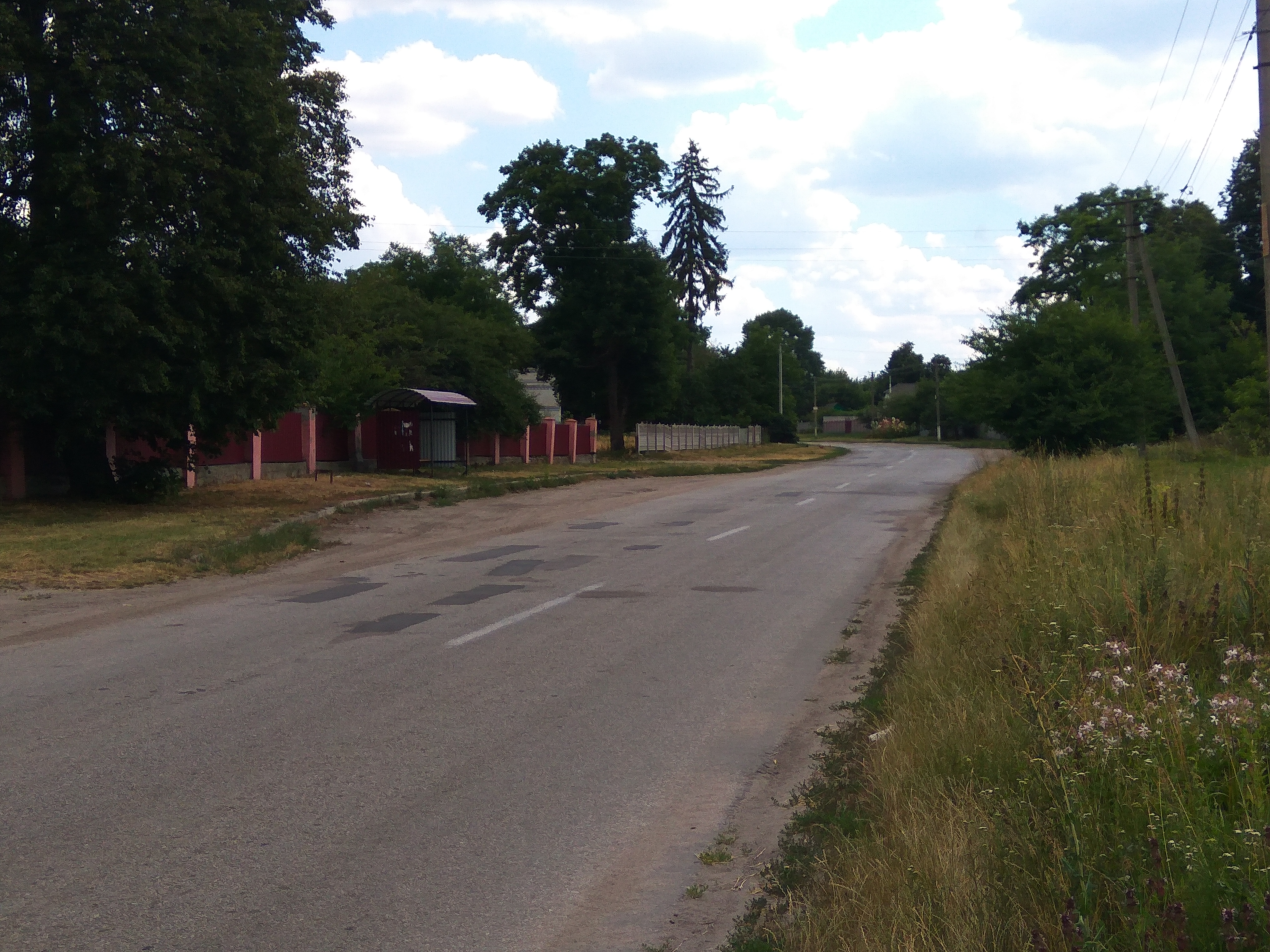
Blick in den Ort

Das 1602 gegründete Dorf liegt am Ufer der Beresnjanka (Березнянка), einem 44 km langen, linken Nebenfluss des Ros und an der Territorialstraße T–02–03.
Samhorodok befindet sich 14 km südwestlich vom ehemaligen Rajonzentrum Skwyra und etwa 140 km südwestlich von Kiew.
Am 12. Juni 2020 wurde das Dorf ein Teil der neugegründeten Stadtgemeinde Skwyra, bis dahin bildete es zusammen mit den Dörfern Nowyj Schljach (Новий Шлях) und Sawran (Саврань) die gleichnamige Landratsgemeinde Samhorodok (Самгородоцька сільська рада/Samhorodska silska rada) im Süden des Rajons Skwyra.
Am 17. Juli 2020 kam es im Zuge einer großen Rajonsreform zum Anschluss des Rajonsgebietes an den Rajon Bila Zerkwa.